# 2008 في الإمارات العربية المتحدة

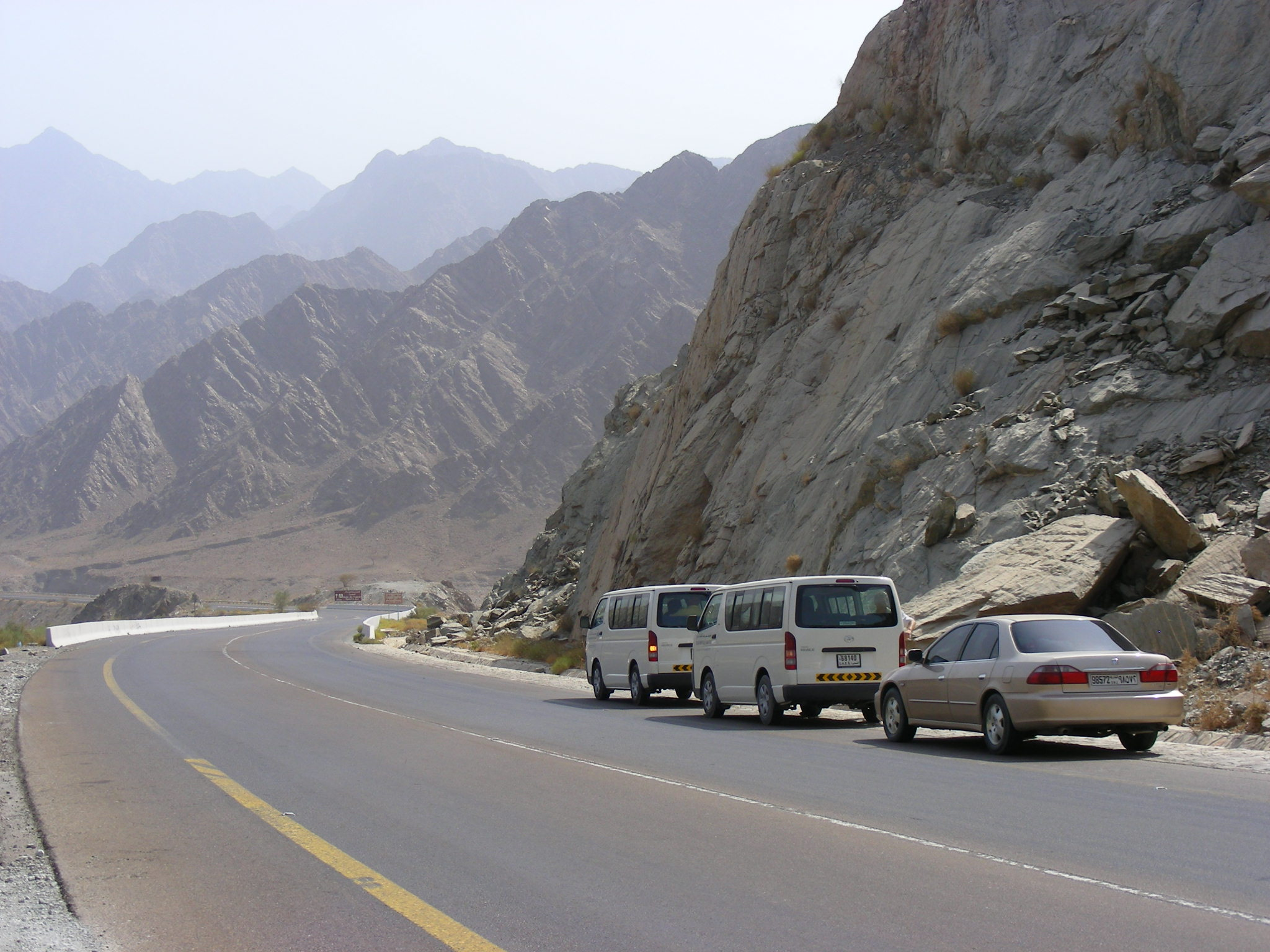
الطريق والجبال في الفجيرة ، الإمارات العربية المتحدة

فيما يلي قوائم الأحداث التي وقعت خلال عام 2008 في الإمارات العربية المتحدة.

## ظهور
- 1 يناير – ذا ناشيونال صحيفة إماراتية.

## أفلام
من الأفلام التي صدرت هذه السنة في الإمارات العربية المتحدة:
- 1 يناير – فيلم المريد من إخراج نجوم الغانم.
- 15 مارس – الرمال العربية

## موسيقى

### ألبومات
من الألبومات التي صدرت هذه السنة في الإمارات العربية المتحدة:
- 1 يناير – من ديانا إلى من غناء ديانا حداد.